# Кларенс Нікмен
Кларенс Нікмен (англ. Clarence Knickman, 23 червня 1965) — американський велогонщик.
Бронзовий призер Олімпійських Ігор 1984 року в роздільній командній гонці.